# Макдайармид, Джон Броди
Джон Броди МакДайармид (6 июня 1913, Торонто — 15 апреля 2002, Сиэтл) — филолог-классик канадского происхождения, внес значимый вклад в операции разведки ВМС Канады в ходе Второй Мировой войны. Возглавлял классическое отделение Вашингтонского университета; является сооснователем отделения Американского археологического института в Сиэтле. Специалист по Феофрасту и досократикам.

## Биография
Джон Б. МакДайармид родился в Торонто в семье шотландских эмигрантов. В 1936 году получил степень бакалавра в Колледже Виктория по классическому направлению. В 1940 году защитил диссертацию на тему «Феофраст и досократики: использование Аристотеля у Феофраста» в Университете Джонса Хопкинса, где дополнительно изучал санскрит.
В 1942 г., во время Второй Мировой войны, МакДайармид поступил на службу в Королевские военно-морские силы Канады. После обучения в Галифаксе (Новая Шотландия) он был направлен для прохождения службы в Центр оперативной разведки Штаба ВМС в Оттаве. Возглавлял группу поиска и обнаружения немецких подводных лодок, в задачи которой входила оборона Северо-атлантического побережья от атак лодок противника, а также содействовал разработке системы расшифровки и взлома немецкой кодированной связи.
В 1943 г. служил на эсминце Hurricane, а затем в Лондоне вошел в состав группы по процедурам декодирования при отделе поиска и обнаружения Британского адмиралтейства. Эта группа была частью проекта по взлому кодов нацистской шифровальной машины «Энигма».
Вышел в отставку в конце Второй Мировой войны в звании коммандера (капитан 2 ранга), после чего вернулся к научной работе.
С 1945 по 1949 преподавал на кафедре классической филологии Университета Джонса Хопкинса. В 1949 году был приглашен в Вашингтонский университет, где возглавлял классическое отделение вплоть до 1973 года. В 1957 году получил американское гражданство.
Автор многочисленных публикаций, посвященных Феофрасту и досократической философии.
Среди наград и достижений следует отметить членство в Институте перспективных исследований (Принстон), которого он удостоился в 1952—1953 и 1957—1958 годах, а также стипендию Гуггенхайма в 1957—1958.

## Избранная библиография
- McDiarmid, John B. Theophrastus on the Eternity of the World (англ.) // Transactions and Proceedings of the American Philological Association. — 1940. — Vol. 71. — P. 239-47. — doi:10.2307/283126. — JSTOR 283126.

- McDiarmid, John B. Note on Heraclitus Fragment 124 (англ.) // American Journal of Philology. — 1941. — Vol. 62. — P. 492-94. — doi:10.2307/291615. — JSTOR 291615.

- McDiarmid, John B. Euripides’ Ion, 1561 (англ.) // American Journal of Philology. — 1947. — Vol. 68. — P. 86-87. — doi:10.2307/291064. — JSTOR 291064.

- McDiarmid, John B. Theophrastus on the Presocratic Causes (англ.) // Harvard Studies in Classical Philology. — 1953. — Vol. 61. — P. 85-156. — doi:10.2307/310774. — JSTOR 310774.

- McDiarmid, John B. Biographical Tradition of the Presocratics (англ.) // The Society for Ancient Greek Philosophy Newsletter. — 1955. — Vol. 40.

- McDiarmid, John B. Phantom Words in Democritean Terminology (англ.) // Hermes. — 1958. — Vol. 86. — P. 291-98.

- McDiarmid, John B. Theophrastus, De Sensibus 66, Democritus’ Explanation of Salinity (англ.) // American Journal of Philology. — 1959. — Vol. 80. — P. 56-66. — doi:10.2307/291887. — JSTOR 291887.

- McDiarmid, John B. Plato and Theophrastus’ De Sensibus (англ.) // Phronesis. — 1959. — Vol. 4. — P. 59-70. — JSTOR 4181648.

- McDiarmid, John B. Theophrastus De Sensibus 61-62: Democratus’ Theory of Weight (англ.) // Classical Philology. — 1959. — Vol. 55. — P. 28-30. — JSTOR 265437.